# Maciek Rutkowski (windsurfer)
Maciek Rutkowski, właśc. Maciej (ur. 13 grudnia 1991 w Słupsku) – polski windsurfer, mistrz świata, dwukrotny wicemistrz świata, pierwszy Polak na podium PWA World Tour w konkurencji slalom, pierwszy polski zwycięzca zawodów tego cyklu, młodzieżowy mistrz świata i Europy, 19-krotny mistrz Polski, pierwszy Polak na legendarnej fali Jaws na wyspie Maui, uznawanej za jedną z największych i najbardziej niebezpiecznych na świecie.
W 2021 roku zajął 2. miejsce w największych windsurfingowych zawodach świata, Defi Wind, w których rokrocznie startuje 1200 osób
Od 2020 roku gospodarz The Windsurfing Podcast - programu, w którym przeprowadza wywiady z zawodnikami, przedstawicielami przemysłu windsurfingowego czy legendami tego sportu
Wystąpił w utworze i teledysku do utworu „Jaszczur” grupy UNDADASEA, który osiągnął ponad milion wyświetleń w serwisie YouTube.